# Willy Sachs

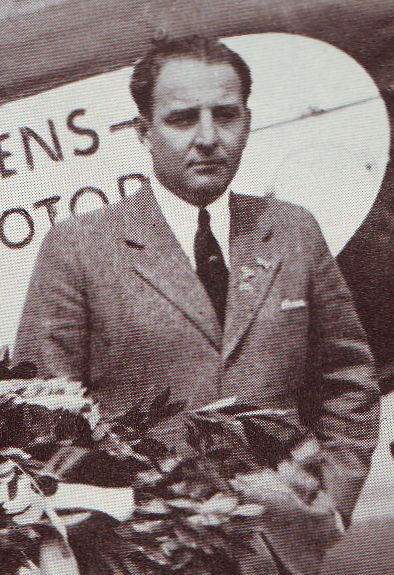
Willy Sachs (1933)

Willy Sachs (* 23. Juli 1896 in Schweinfurt; † 19. November 1958 in Oberaudorf) war ein deutscher Industrieller, SS-Obersturmbannführer und während des Dritten Reichs Wehrwirtschaftsführer. Er war Träger des Bundesverdienstkreuzes und Ehrenbürger von Schweinfurt, Mainberg und Oberaudorf.

## Leben

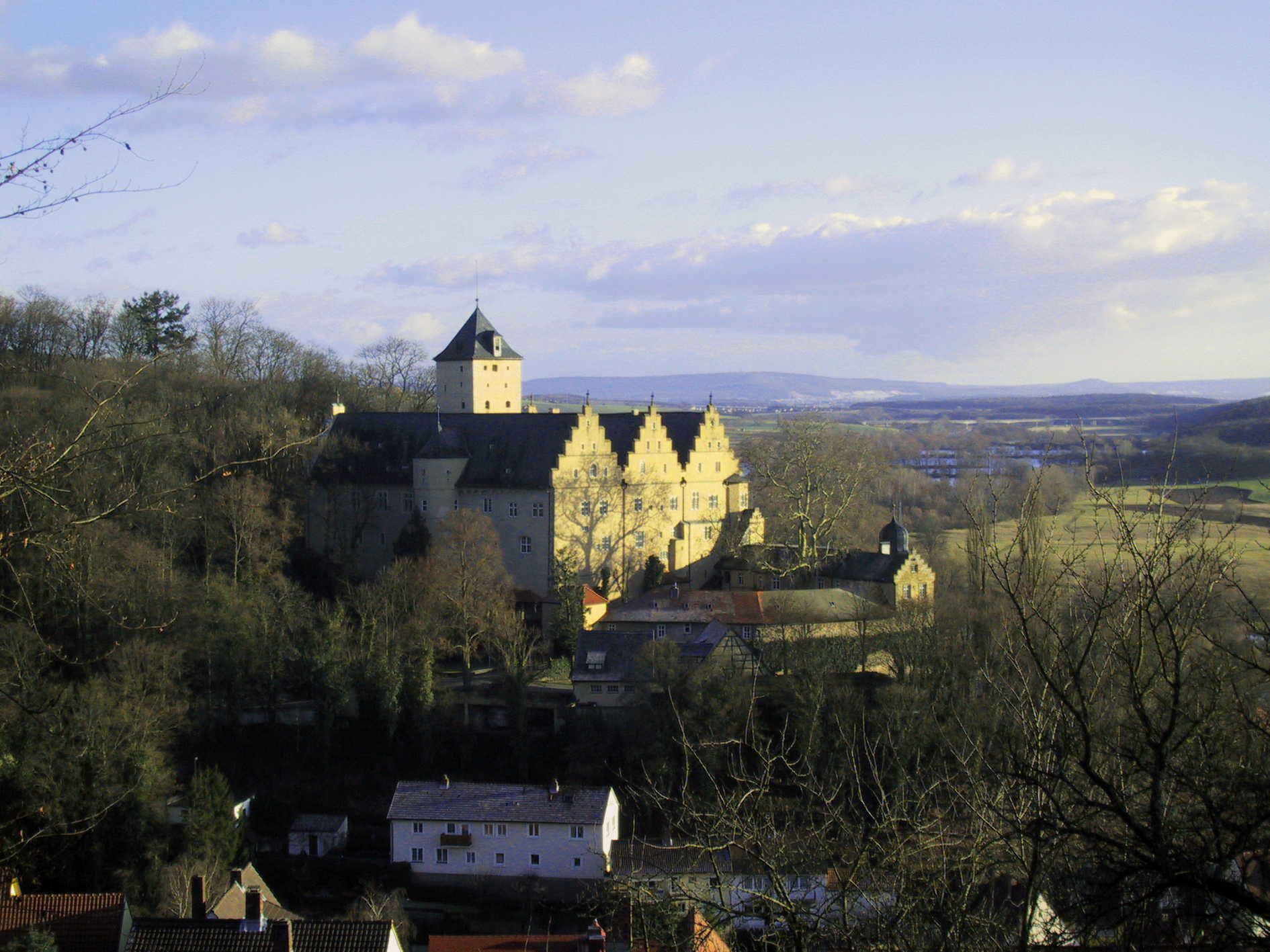
Schloss Mainberg (2005)

Willy Sachs war der einzige Sohn des Schweinfurter Industriellen Ernst Sachs. Er absolvierte nach wenig erfolgreicher Schulzeit Praktika u. a. bei Bosch in Stuttgart sowie in verschiedenen Betrieben in den USA. Im Jahr 1920, also mit 24 Jahren, trat er in das Corps Franconia Darmstadt ein. Nach mehrjähriger Praktikantenzeit bei verschiedenen internationalen Unternehmen wurde Sachs 1923 Vorstandsmitglied und war nach dem Tode seines Vaters ab 1932 Alleininhaber der Fichtel & Sachs AG in Schweinfurt. Von den Talenten des Vaters hatte er wenig geerbt. Er führte den Titel „Generaldirektor“ und arbeitete in der Firma mit ihren 1939 über 7.000 Beschäftigten mit loyalen Direktoren wie Heinz Kaiser, Rudolf Baier und Michael Schlegelmilch zusammen. Schon früh nutzte er die Jagd, Frauen und den Alkohol als Fluchtpunkte. Es wurden rauschende Feste auf Schloss Mainberg und auf dem ererbten Gut Rechenau in Oberbayern gefeiert. „Wo eine Gaudi war, war der Konsul dabei“, heißt es später. Den Titel eines königlich schwedischen Konsuls verdankte er den Beziehungen seines Vaters, der 1929 die Wälzlagerfertigung des Unternehmens an die Svenska Kullagerfabriken (SKF) verkauft hatte.
1933 wurde er erst Mitglied der SA, dann von Heinrich Himmler im August 1933 in die SS überführt (Mitgliedsnummer 87.064). Im Mai 1933 trat er der NSDAP (Mitgliedsnummer 2.547.272) bei. Als Leiter eines rüstungswichtigen Betriebs war er Wehrwirtschaftsführer. Heinrich Himmler, mit dem er befreundet war, verlieh ihm Orden und Ehrentitel (1943 SS-Obersturmbannführer) und half nach der Scheidung von Elinor von Opel beim Kampf um das Sorgerecht für die Kinder, im Gegenzug flossen mehrere hunderttausend Mark an Spenden. Hermann Göring war Gast bei Sachs-Jagden in Mainberg und auf der Rechenau; Reinhard Heydrich erhielt ein Darlehen von Sachs. 

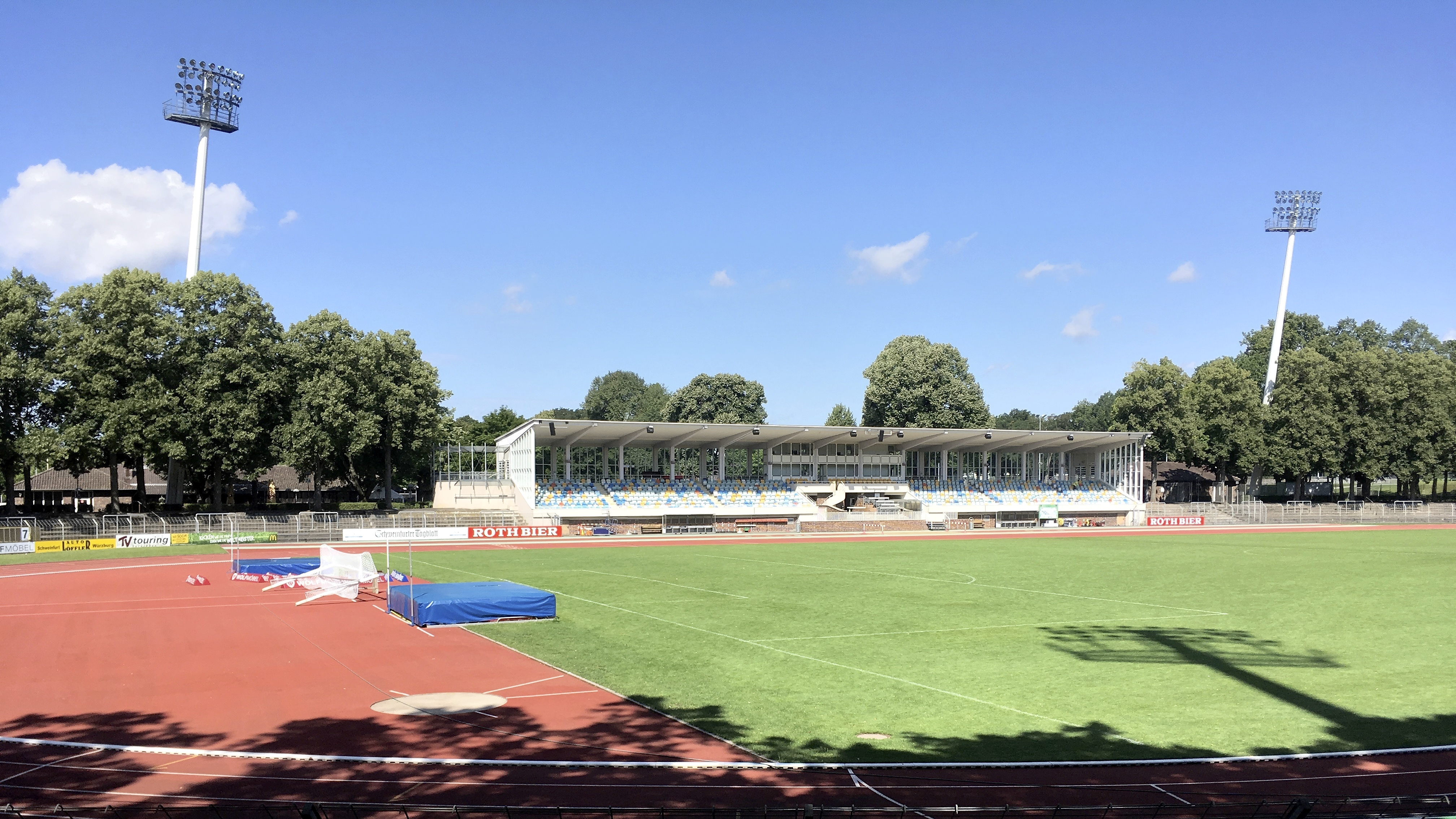
Willy-Sachs-Stadion (2017)

Als Mäzen des 1. FC Schweinfurt 05 stiftete Sachs 1936 das nach ihm benannte Willy-Sachs-Stadion, damals eine der modernsten und großzügigsten Anlagen in Süddeutschland. Dieses Geschenk an die Stadt sicherte ihm bleibende Popularität über den Tod hinaus. Die von der Schweinfurter „Initiative gegen das Vergessen“ aufgrund seiner Nazi-Verstrickungen initiierte und von der Presse (u. a. Süddeutsche Zeitung, Gerhard Fischer, Werner Skrentny) unterstützte Kampagne für eine Umbenennung des Stadions stieß in der breiten Öffentlichkeit nur auf geringe Zustimmung. Im Juni 2021 stimmte der Schweinfurter Stadtrat in einer Mehrheitsentscheidung für die Änderung des Stadionnamens in Sachs-Stadion.
Im Mai 1945 wurde Sachs von US-amerikanischem Militär in Oberaudorf verhaftet und bis Februar 1947 interniert. Im Entnazifizierungsverfahren stuft ihn die Spruchkammer Schweinfurt-Land zweimal als „Mitläufer“ (Kategorie IV) ein. Buchautor Wilfried Rott bezeichnet dieses Verfahren als „Weißwäsche“ und schreibt: „Jüdische Bekannte für sich nachträglich zu instrumentalisieren und die kalte Arisierung des Geschäftspartners Max Goldschmidt einfach zu übergehen, zählt zu den dunkelsten Momenten dieser Entnazifizierung, die sonst so beschönigend und verharmlosend ablief wie die meisten vergleichbaren Fälle.“
Nach der Freilassung aus der Internierung zog er sich mit 51 Jahren auch offiziell aus der aktiven Geschäftsführung zurück, übernahm den Vorsitz im Aufsichtsrat und beschränkte sich innerhalb der Firma auf repräsentative Aufgaben. In Anerkennung seiner sozialen Verantwortung als Unternehmer (u. a. Wiedererrichtung der Ernst-Sachs-Hilfe als betriebliche Altersversorgung) erhielt er 1957 das Bundesverdienstkreuz.
Die letzten Lebensjahre verbrachte Sachs überwiegend auf dem Gut Rechenau in Kiefersfelden, wo er sich am 19. November 1958 im Alter von 62 Jahren mit einer Schusswaffe das Leben nahm. Depressionen und die Furcht vor einer Erpressung hatten ihm zugesetzt. Bei der Beerdigung gaben 20.000 Schweinfurter dem „Konsul“ das letzte Geleit.

## Familie

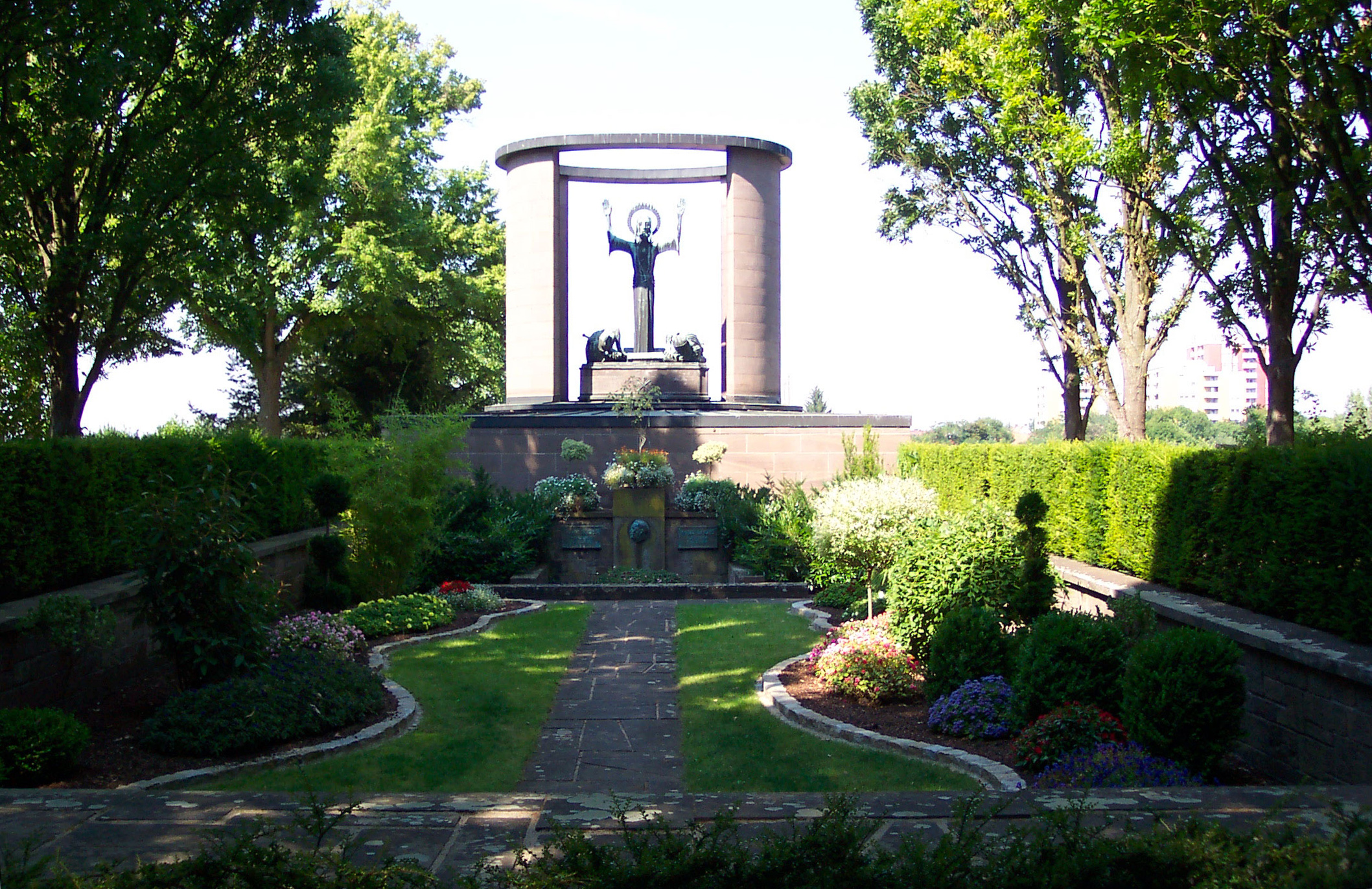
Familiengrab der Sachs (2007)

Von 1925 bis 1935 war Willy Sachs mit Elinor von Opel, Tochter von Wilhelm von Opel und Enkelin des Opel-Gründers Adam Opel, verheiratet. Aus der Ehe stammen zwei Söhne:
- Ernst Wilhelm Sachs (1929–1977)
- Gunter Sachs (1932–2011).

1937 heiratete er in zweiter Ehe Ursula Meyer, geb. Prey (1947 geschieden).
Seit Ende der vierziger Jahre lebte er mit seiner Lebensgefährtin Katharina Hirnböck zusammen. Aus dieser Verbindung stammt Sohn Peter Sachs (* 27. April 1950), dem Willy Sachs 1957 seinen Familiennamen gab.